# 12 Kompania Czołgów Lekkich

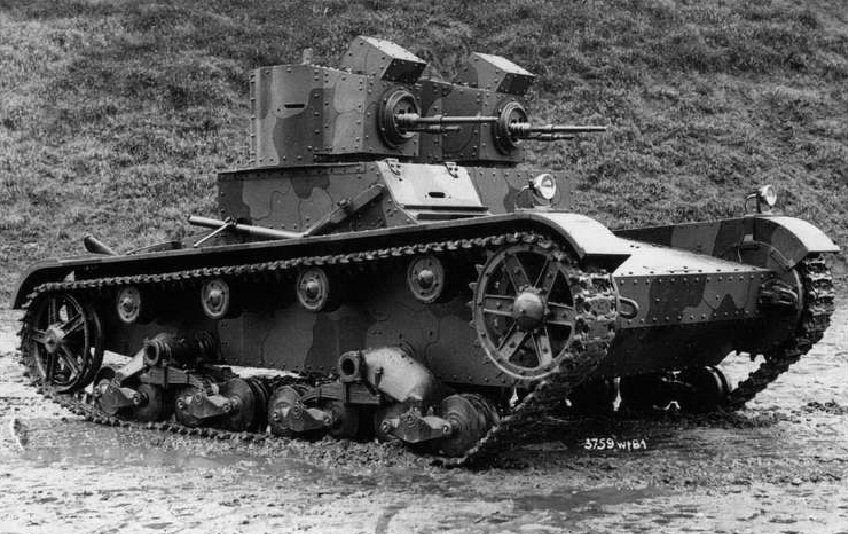
czołg podstawowy kompanii – Vickers E

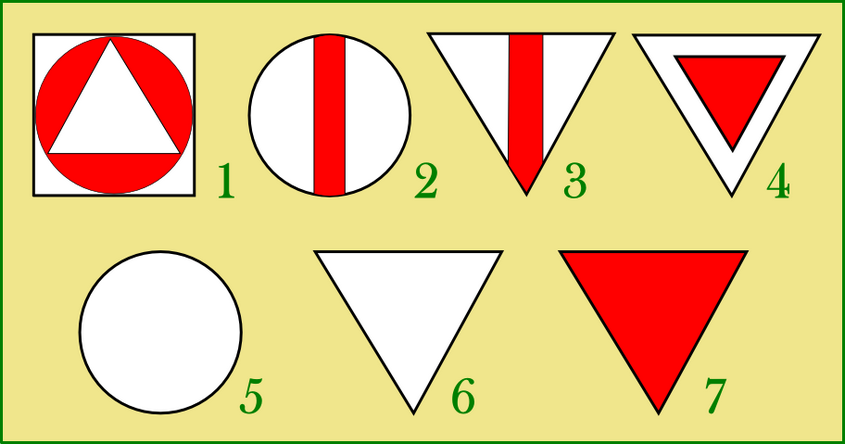
Znaki taktyczne malowane na czołgach lekkich i rozpoznawczych

12 Kompania Czołgów Lekkich – pododdział broni pancernych Wojska Polskiego w II Rzeczypospolitej.
Kompania nie występowała w organizacji pokojowej wojska. Została zmobilizowana 27 sierpnia 1939 w Centrum Wyszkolenia Broni Pancernych w Modlinie. Posiadała 16 czołgów lekkich „Vickers E”.
Włączona w skład Warszawskiej Brygady Pancerno-Motorowej w zastępstwie batalionu czołgów, który nie został sformowany do czasu wybuchu II wojny światowej.

## Działania bojowe
Do 12 września 1939 roku była w obwodzie brygady. 13 września użyta po raz pierwszy w działaniach bojowych, gdy brała udział w natarciu 1 pułku strzelców konnych na Annopol (natarcie załamało się w skoncentrowanym ogniu wroga). 18 września, dysponując już tylko 1/2 wozów bojowych, wzięła udział w boju o Tomaszów Lubelski, odparła kontratak niemieckich czołgów, ponosząc jednak znaczne straty. 19 września w czasie nocnego natarcia traci praktycznie cały sprzęt bojowy. 20 września żołnierze złożyli broń wraz z innymi oddziałami Armii „Lublin”, część żołnierzy przedarła się samodzielnie przez linię okrążenia.

## Struktura i obsada personalna kompanii
Obsada personalna we wrześniu 1939 roku:
- Dowódca kompanii– kpt. Czesław Blok
- Dowódca 1 plutonu – por. Józef Pieniążek
- Dowódca 2 plutonu – ppor. rez. NN
- Dowódca 3 plutonu – chor. Spirydion Ślązakiewicz (zginął w 1943 w egzekucji ulicznej w Warszawie)

Etat kompanii:
- Dowódca z pocztem:

1 oficer, 11 podoficerów, 13 szeregowych,
12 pistoletów, 1 rkm wz. 28, 13 karabinków,
1 czołg Vickers E, 1 samochód terenowy, 1 sanitarka, 1 furgonetka, 1 samochód terenowy z radiostacją, 3 motocykle z koszem, 2 motocykle,
- trzy plutony czołgów w każdym po:

1 oficer, 7 podoficerów, 12 szeregowych,
17 pistoletów, 3 karabinki,
5 czołgów Vickers E, 1 motocykl z koszem, 1 samochód półgąsienicowych, 1 przyczepa paliwowa,
- pluton techniczno-gospodarczy:

9 podoficerów, 20 szeregowych,
10 pistoletów, 19 karabinków,
1 motocykl z koszem, 5 samochodów PF 621L, 1 cysterna, 1 kuchnia polowa, 1 przyczepa paliwowa.